# Демократическая партия албанцев
Демократическая партия албанцев (алб. Partia Demokratike Shqiptare, макед. Демократската партија на Албанците) или ДПА — политическая партия этнических албанцев в Северной Македонии.

## История

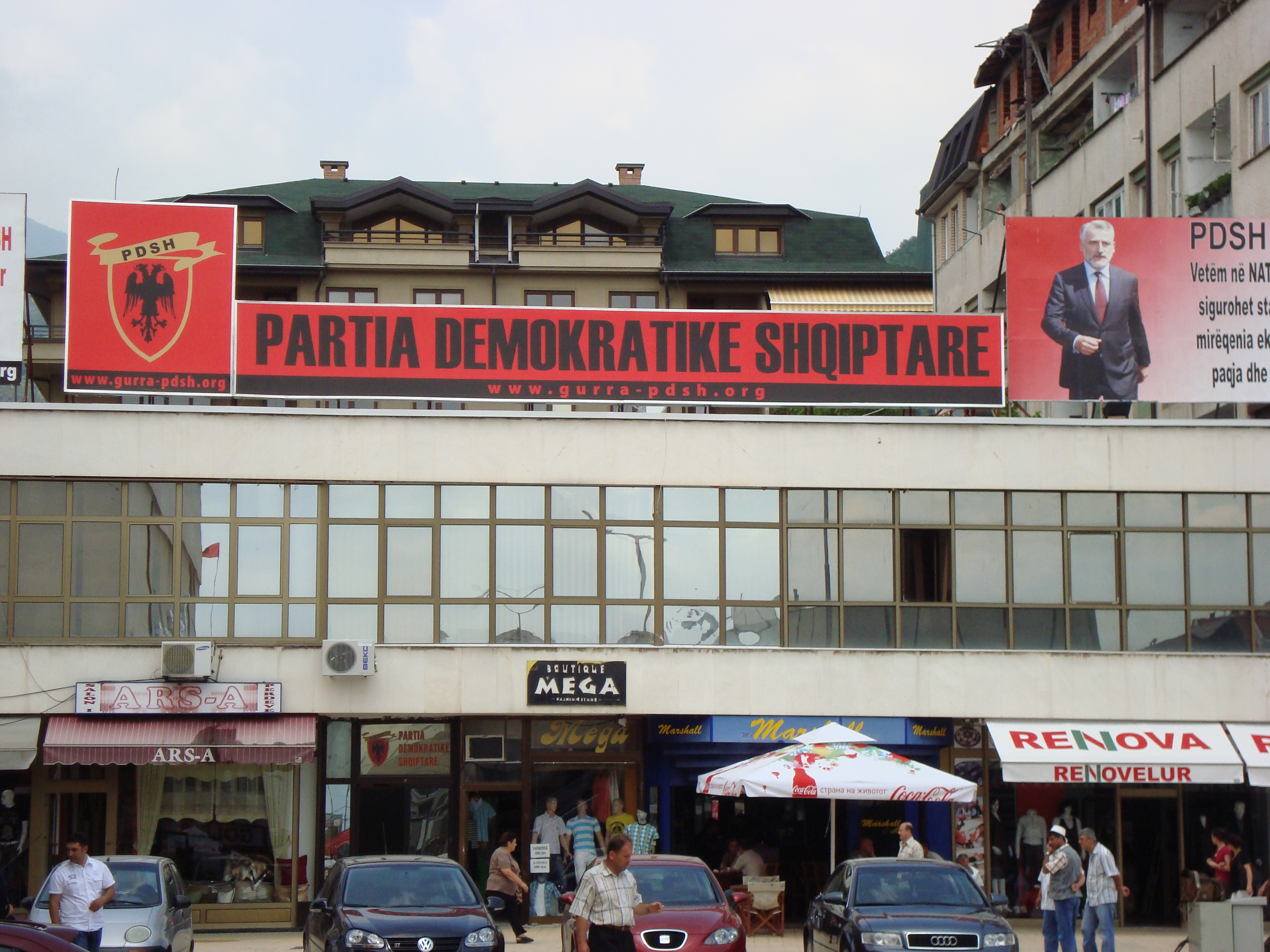
Штаб-квартира ДПА в Тетово

Была основана в июне 1997 года при объединении Партии демократического процветания албанцев (ПДПА) и Народной демократической партии (НДП). ПДПА было радикальным крылом Партии демократического процветания (ПДП), отделившемся в 1994 году из-за разногласий албанских элит.

## Выборы
В 1998—2002 годах ДПА входила в коалиционное правительство во главе с ВМРО-ДПМНЕ. В 2002 году ДПА получила 5,2 % голосов и 7 мандатов в Парламенте и перешла в оппозицию. В 2006 году ДПА получила 7,5 % голосов и 11 мандатов и повторно вошла в правительство. На парламентских выборах 2011 года ДПА получила 66 315 (5,9%) голосов и 8 депутатских мандатов.

## Лидеры
Первым лидером ДПА был Арбен Джафери, которого 30 июня 2007 года сменил Мендух Тачи.